# Jon Gunn

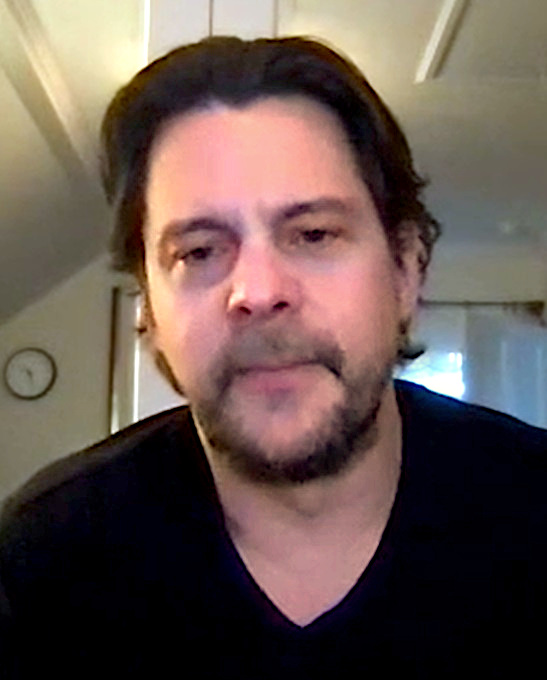
Jon Gunn in 2024

Jonathan Gunn (Los Angeles, Califórnia, 1968) é um cineasta americano que trabalhou com Brett Winn e Brian Herzlinger em O Meu Encontro com Drew (2004). E também dirigiu e atuou no filme de 2000 Mercy Streets Seu mais novo trabalho foi como diretor do filme 'Você acredita?' (Do you believe?), que foi lançado em 3 de Setembro de 2015.